# كوراني (أرومية)
كوراني هي قرية في مقاطعة أرومية، إيران. عدد سكان هذه القرية هو 118 في سنة 2006.